# エナメド・エナメド
エナメド・エナメド（スペイン語: Enhamed Enhamed Mohamed Yahdih、1987年9月11日 - ）は、スペインの競泳選手。西サハラからの移民の子としてカナリア諸島のグラン・カナリア島ラス・パルマス県ラス・パルマス・デ・グラン・カナリアの生まれ、現在はマドリードに住んでいる。彼が8歳の時に先天性網膜変性を発症し、翌年には両目が全盲となった。
2006年には17歳の若さでアテネパラリンピックへと出場し、100mバタフライと400m自由形で銅メダルを獲得している。2008年には北京パラリンピックに出場しており、出場した種目では100m平泳ぎ以外の100mバタフライ、50m、100m、200mの自由形で金メダルを獲得している。100mのバタフライで世界記録を更新、50m自由形でもパラリンピック3連覇中の日本の河合純一を抑えて世界記録を更新した。また、2008年の2月23日にスペインのバルセロナで行われた大会では50mバタフライの世界記録を打ち立てている。